# Historia pewnej podróży
Historia pewnej podróży – jedenasty album polskiego wykonawcy poezji śpiewanej Grzegorza Turnaua, wydany 24 listopada 2006 roku przez Pomaton EMI. Płyta zawiera nowe aranżacje piosenek Marka Grechuty w wykonaniu Grzegorza Turnaua. Album nagrywano od lipca do października 2006 w studio „Nieustraszeni Łowcy Dźwięków” w Krakowie, jak również w Sound and More i Sonus w Warszawie.
Nagrania uzyskały certyfikat platynowej płyty.

## Lista utworów
(Jeśli nie zaznaczono inaczej, muzyka jest autorstwa Marka Grechuty)
| 1.  | „Nie wiem o trawie”                                                          | 03:02 |
|     | - Tadeusz Nowak – słowa                                                      |       |
| 2.  | „Wędrówka”                                                                   | 04:28 |
|     | - Wincenty Faber – słowa                                                     |       |
| 3.  | „Twoja postać”                                                               | 04:08 |
|     | - Tadeusz Miciński, Józef Czechowicz – słowa                                 |       |
| 4.  | „Będziesz moją panią”                                                        | 02:49 |
|     | - Marek Grechuta – słowa                                                     |       |
| 5.  | „Gaj”                                                                        | 02:53 |
|     | - Agnieszka Osiecka – słowa                                                  |       |
| 6.  | „Historia pewnej podróży”                                                    | 02:58 |
|     | - Marek Grechuta – słowa                                                     |       |
| 7.  | „Motorek”                                                                    | 03:45 |
|     | - Marek Grechuta i Jan Kanty Pawluśkiewicz muzyka - Józef Czechowicz – słowa |       |
| 8.  | „Gdziekolwiek”                                                               | 03:37 |
|     | - Jan Zych – słowa                                                           |       |
| 9.  | „Świat w obłokach”                                                           | 04:07 |
|     | - Ryszard Krynicki – słowa                                                   |       |
| 10. | „Lanckorona”                                                                 | 04:28 |
|     | - Marek Grechuta – słowa                                                     |       |
| 11. | „Korowód”                                                                    | 04:00 |
|     | - Leszek Aleksander Moczulski – słowa                                        |       |
| 12. | „Zadymka”                                                                    | 03:23 |
|     | - Jan Kanty Pawluśkiewicz – muzyka - Julian Tuwim – słowa                    |       |
| 13. | „Skąd przychodzimy, kim jesteśmy, dokąd idziemy”                             | 04:41 |
|     | - Marek Grechuta – słowa                                                     |       |
| 14. | „Chodźmy”                                                                    | 02:10 |
|     | - Marek Grechuta – słowa                                                     |       |
|     |                                                                              | 50:29 |
|     |                                                                              |       |

## Twórcy
- Grzegorz Turnau – śpiew, fortepian, rhodes piano, keyboard, akordeon
- Maciej Aleksandrowicz – loopy (7)
- Sławomir Berny – instrumenty perkusyjne
- Michał Dąbrówka – perkusja
- Michał Jurkiewicz – keyboard, fortepian (4), altówka
- Jacek Królik – gitary
- Robert Kubiszyn – gitara basowa, kontrabas
- Leszek Szczerba – saksofon

Gościnnie wystąpili:
- Anna Maria Jopek – „Gaj”
- Wojciech Mann – „Historia pewnej podróży”
- Jan Kanty Pawluśkiewicz – „Motorek”, „Zadymka”

Chór:
Agnieszka Chorążak, Paweł Dachowski, Stanisław Drużkowski, Mariola Gruza, Joanna Gwiazdowska, Gabriela Klimiec, Agnieszka Konieczna, Małgorzata Markowska, Bartek Pollak, Grzegorz Sieradzki, Waleria Skiba, Natalia Sopata, Sylwia Szczerba
Zespół smyczkowy:
- Anna Górecka – skrzypce
- Aleksandra Honcel – skrzypce
- Michał Jurkiewicz – altówka
- Marcin Klejdysz – skrzypce
- Michał Świstak – wiolonczela

## Single
- Nie wiem o trawie
- Motorek